# 科学朝日 (テレビ番組)
科学朝日（かがく・あさひ）は、朝日ニュースターの科学教養番組。

## 概要
2011年4月開始。
かつて朝日新聞社出版部（現・朝日新聞出版）より発行された番組と同じ科学専門の雑誌「科学朝日」（晩期は「サイアス」）をテレビに舞台を移したもので、司会を担当する高橋真理子編集員はこの番組を開始するに当たり、「雑誌版の科学朝日を意識して題名を付けた」と説明する。
番組では最新の医療・先端技術・情報技術の最新研究情報を紹介し、それらに精通した専門家・研究家を毎回ゲストに迎え、その研究についてわかりやすく解説する。また朝日新聞が各界の著名人のコラムを多数掲載・展開するウェブサイト「WEB RONZA（ウェブ・ロンザ）」とも連携し、そこからの情報も取り入れる。
新作の放送は、朝日ニュースターがテレビ朝日直営となることに伴う抜本的な番組改正に伴い、2012年3月で終了。同4月以後は過去に放送された番組のアンコール「セレクション」として放送されたが、テレビ朝日CS放送の名称統合などにより2013年3月までにアンコールの放送も終了している。